# Орёл и крот (мультфильм)
«Орёл и крот» — советский художественный мультфильм, созданный в 1944 году по мотивам одноимённой басни И. А. Крылова на студии «Союзмультфильм».

## Сюжет
В лес из дальних краёв прилетают орёл и орлица. Они принимают решение остаться в этом лесу и построить гнездо на высоком дубе. Крот, живущий неподалёку, советует орлам отказаться от этой затеи, так как дуб очень стар и корни его прогнили. Но гордые птицы не стали прислушиваться к словам крота и поступили по-своему. Через некоторое время у орлов появились два птенца. Однако, их счастливая жизнь продолжалась недолго — однажды, пока орёл был на охоте, нагрянул сильный ураган и старый дуб упал на землю, раздавив орлицу и орлят.
Мультфильм заканчивается моралью басни: «Не презирай совета ничьего, но прежде рассмотри его».

## Создатели мультфильма
- Режиссёр: Пантелеймон Сазонов, Ламис Бредис
- Сценарий: Пантелеймон Сазонов, Ламис Бредис
- Художники-мультипликаторы: Ламис Бредис, Борис Дёжкин, Геннадий Филиппов, Фаина Епифанова
- Операторы: Н. Соколов, П. Алипова
- Композитор: Никита Богословский
- Звукооператор: С. Ренский